# Cimetière national de fort Mitchell
Le cimetière national de fort Mitchell est l'un des 130 cimetière nationaux des États-Unis, situé dans le fort Mitchell, Alabama, adjacent au parc du fort Mitchell, propriété de l'Etat. Environ 5 000 [individus y sont enterrés depuis son ouverture officielle sur un site de 280 acres (113,3 ha) en 1987. Il sert comme un cimetière national de la quatrième région fédérale, au profit des anciens combattants résidant en Caroline du Nord, en Caroline du Sud, en Géorgie, en Floride, en Alabama, au Tennessee et au Mississippi.

## Histoire
La milice de Géorgie construit à l'origine le fort Mitchell afin de maintenir une présence militaire dans la région au cours de la  guerre des Creeks de 1813 à 1814. Peu de temps après l'achèvement du fort, la milice de Géorgie lance une attaque contre les Britanniques à Tuckabatchie et Hothlewali. La milice est prise dans une embuscade et repoussée vers le fort Mitchell par une force combinée des Creeks et des Britanniques. Par la suite, jusqu'en 1825, la garnison  du fort est maintenue par une petite force.
De 1817 à 1825, le fort Mitchell s'impose progressivement comme un centre de commerce pour le commerce avec les Amérindiens. En 1817, une maison de commerce, ou usine, est créée où les marchandises produites sont à la disposition des tribus locales à des prix inférieurs à ce qu'ils pourraient trouver autrement. En 1818, un bureau de poste est ajouté sur la nouvelle route fédérale qui traverse le fort Mitchell d'Augusta, en Géorgie, et vers l'ouest dans le territoire de l'Alabama.
En 1821, une agence indienne est créée dans le fort Mitchell, et le colonel John Crowell est nommé agent pour les Creeks. Alors que Crowell gère l'agence, son frère, Thomas, dirige la taverne, qui sert plus tard de quartier des officiers.
Le fort Mitchell devenu central pour la protection des Amérindiens alors que les colons violent constamment le territoire Creek tel qu'il a été défini selon les termes du traité de Fort Jackson de 1814. En réponse au protestations des Amérindiens, un nouveau fort est construit et est occupé par le 4th U.S. Infantry à l'été de 1825, et il reste en garnison presque continuellement jusqu'à 1840. Le deuxième fort englobe le premier, et bien que beaucoup plus grand, il est semblable dans la conception.
L'usage de la force contre les intrus blancs est efficace. En 1831, un groupe de colons blancs envahit la communauté Indienne de Ola Ufalal (maintenant Eufaula), expulse les Creeks, brûle leurs maisons, et construit sa propre implantation. Le marshal des États-Unis proteste contre les actions des colons, et quand il est défié, la commandant du fort Mitchell envoie une compagnie pour demander l'abandon et l'évacuation de la ville. Les résidents obtempèrent et retraitent derrière la rivière Chattahoochee.
Le président Andrew Jackson est impliqué dans une politique de retrait des Amérindiens, cependant, et n'a pas envie d'utiliser la force contre les colons qui sont soutenus par les lois de la Géorgie et de l'Alabama. Pour chaque éjection d'un intrus évacué par les troupes au fort Mitchell, 10 intrus vont traverser la rivière et entrer dans le territoire Creek.
Le désespoir de la position de l'armée se reflète dans le célèbre mort d'Hardeman Owen. Owen avait prévu mais a échoué de tuer le marshal des États-Unis. Les troupes à Fort Mitchell sont appelées pour capturer  Owen, et à la suite de la mêlée, il est tué. Les autorités de Géorgie accusent de meurtre le soldat qui a tiré le coup fatal et demandent à l'armée de le leur remettre. Le commandant refuse. Les tensions sont grandes et dégénèrent presque en guerre ouverte. Dans une tentative de régler le différend, Francis Scott Key est envoyé par l'administration pour enquêter sur l'affaire. Il s'installe au fort Mitchell et rédige un rapport sur l'état des Creeks et des causes de la crise récente. Il fait porter les maux commis sur les indiens d'Amérique sur la faiblesse du gouvernement des États-Unis face aux actions agressives des colons. La clé est de négocier un règlement, qui, après son retour à Washington, n'est que rarement honorer.
Le désespoir des Creeks atteint son apogée au printemps 1836. Sous la direction du chef Eneah-Mathla, environ 1 500 guerriers attaquent les villages. Le général Winfield Scott reçoit l'ordre d'intervenir et réussit à maîtriser l'attaque. En juillet 1836, environ 1 600 Creeks sont concentrées au fort Mitchell en préparation d'une expulsion forcée de l'Ouest. Environ 2 000 à 3 000 marchent finalement du fort Mitchell à Montgomery, « en versant des larmes et faisant les hurlements les  plus amers ». Cette route est connue comme la piste des larmes.
À la fin des années 1980, l'ancien cimetière  du poste au fort Mitchell est officiellement identifié comme l'emplacement d'un cimetière national fédéral de la Région IV et est ouvert en mai 1987.

## Sépultures notables
- Timpoochee Barnard, chef militaire Yuchi[1]
- Sergent Matthew Leonard, récipiendaire de la médaille d'honneur pour son action lors du Viêt Nam (anciennement enterré dans le parc mémoriel de Shadow Lawn de Birmingham)

## Galerie

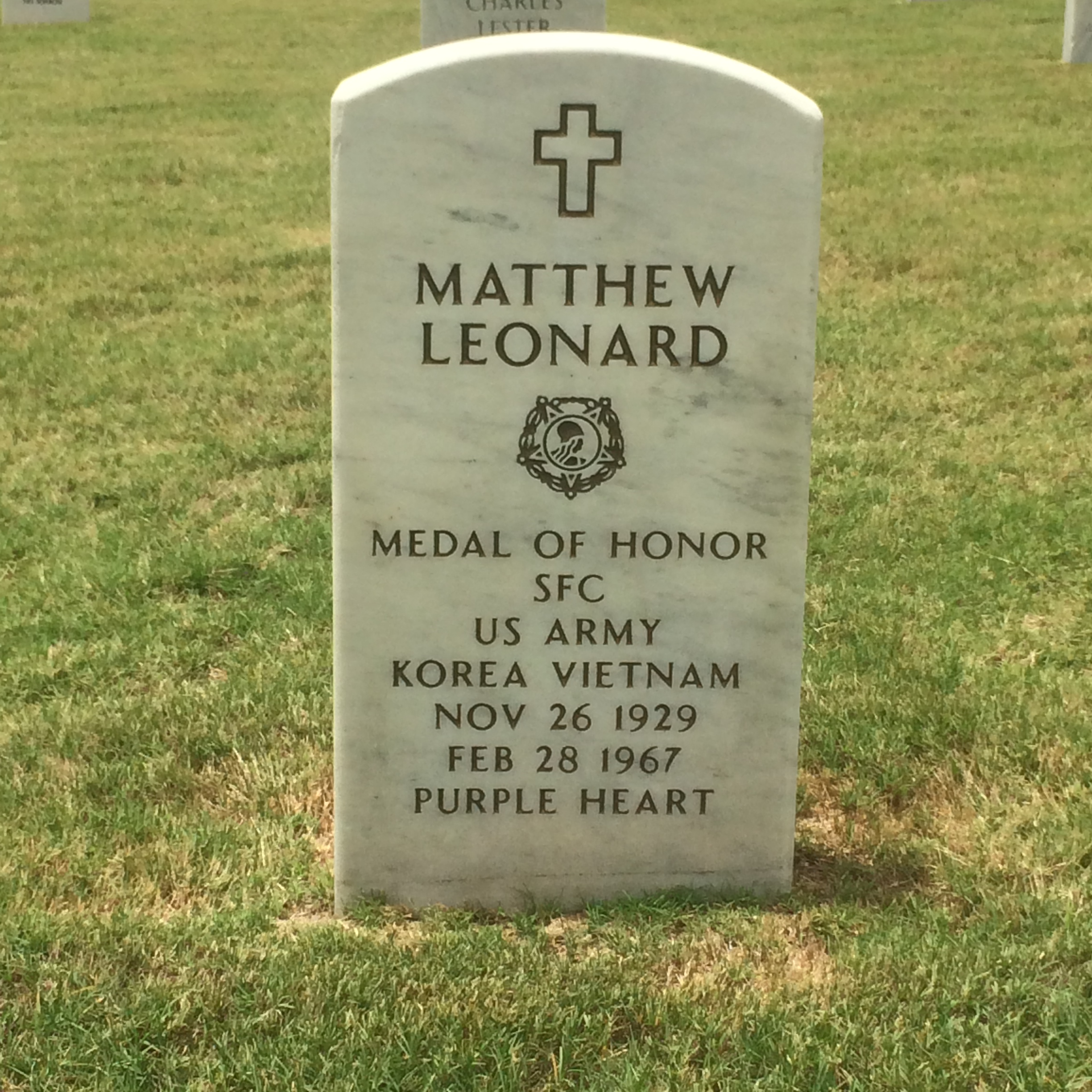
La pierre tombale du récipiendaire de la médaille d'honneur Matthieu Leonard.